# Günter Papendell
Günter Papendell (* 1975 in Krefeld) ist ein deutscher Opern-, Oratorien-, Lied- und Konzertsänger (Bariton).

## Leben
Papendell ist in Augsburg aufgewachsen. In der Fuggerstadt besuchte er das musische St.-Stephan-Gymnasium. Seine musikalische Laufbahn begann bei den Augsburger Domsingknaben. Im Alter von 16 Jahren nahm er professionellen Gesangsunterricht bei Tobias Meisberger. Von 1998 bis 2005 studierte er Gesang an den Musikhochschulen in Köln und München. Maßgeblich beeinflusst wurde er u. a. von Kurt Moll, Daphne Evangelatos, Helmut Deutsch, Malcom Martineau, Rudolf Piernay sowie Peter Berne.
Der Künstler war Preisträger und Finalist mehrerer bedeutender Wettbewerbe wie z. B. des ARD-Musikwettbewerbs, des Belvedere-Gesangwettbewerbs und der Neuen Stimmen. Ferner ist er Kunstförderpreisträger der Stadt Augsburg.
Von 2004 bis 2007 war der Künstler Ensemblemitglied am Musiktheater im Revier Gelsenkirchen. Dort sang er u. a. den Figaro in Il barbiere di Siviglia, den Conte Almavia in Le nozze di Figaro oder den Don Giovanni in der gleichnamigen Oper von Wolfgang Amadeus Mozart. Mit der Spielzeit 2007/08 wechselte Papendell an die Komische Oper Berlin, wo er bisher u. a. folgende Rollen verkörperte: Marcel in La Bohème, Förster in Das schlaue Füchslein, Konther Die Meistersinger von Nürnberg, Germont in La traviata, Mary in Die Soldaten, Achilla in Giulio Cesare und Eugen in Eugen Onegin.
Gastengagements führten den Sänger an die Musikbühnen von München, Mannheim, Weimar, Mainz, Nürnberg, Dortmund, Bremen etc.
Neben seiner Bühnenpräsenz ist Papendell rege als Lied- und Konzertsänger tätig. Diesbezüglich absolvierte er Auftritte in der Berliner Philharmonie, im Münchner Prinzregententheater, beim Schumannfestival in Lodz oder im Augsburger Kurhausparktheater. Als Oratoriensänger pflegt er Werke von Johann Sebastian Bach, Anton Bruckner, Joseph Haydn bis zu Carl Orff.